# カッチョイイゼ!JAPAN
「カッチョイイゼ!JAPAN」（かっちょいいぜ じゃぱん）は、美勇伝の2枚目のシングル。2005年3月2日発売。

## 概要
- 初回限定盤にはハロプロフォトカードとオリジナルステッカー封入。
- 国土交通省「YOKOSO！JAPAN」ビジット・ジャパン・キャンペーンソング。

## 収録曲
全作詞・作曲：つんく
1. カッチョイイゼ!JAPAN
編曲：鈴木Daichi秀行
2. 美〜Hit Parade〜
編曲：AKIRA
3. カッチョイイゼ!JAPAN(Instrunmental)

## 参加ミュージシャン
カッチョイイゼ!JAPAN
- プログラミング&ギター：鈴木Daichi秀行
- コーラス：竹内浩明・つんく

美〜Hit Parade〜
- プログラミング：AKIRA
- ギター：こーじ
- ベース：鳥口マサヤ
- コーラス：つんく